# Funzione di utilità CARA
La forma generale di una funzione di utilità istantanea CARA (Constant Absolute Risk Adversion), cioè con coefficiente di avversione assoluta al rischio costante, è:
{\displaystyle \ U(c_{t})=-\exp {(-\alpha c_{t})}}
dove {\displaystyle c_{t}} indica il livello di consumo al tempo {\displaystyle t}, {\displaystyle U} indica il livello di utilità istantanea e {\displaystyle \alpha } è un parametro positivo.
L'utilità marginale del consumo al tempo {\displaystyle t} è uguale a:
{\displaystyle {\frac {\partial U}{\partial c_{t}}}=-\alpha \exp {(-\alpha c_{t})}}
In questa funzione il parametro {\displaystyle \alpha } rappresenta il coefficiente di avversione assoluta al rischio; infatti:
{\displaystyle -{\frac {U''(c_{t})}{U'(c_{t})}}=-\left[{\frac {\alpha ^{2}\exp {(-\alpha c_{t})}}{-\alpha \exp {(-\alpha c_{t})}}}\right]=\alpha }

## Giustificazione della forma funzionale
Qualunque funzione di utilità caratterizzata da coefficiente di avversione assoluta al rischio costante sarà una trasformazione affine positiva dell'espressione sopra. Per ottenere questo risultato, si imponga un coefficiente di avversione assoluta al rischio costante e uguale a {\displaystyle \alpha >0}:
{\displaystyle -{\frac {U''(x)}{U'(x)}}=\alpha }
Così che si ha l'equazione differenziale del secondo ordine:
{\displaystyle \ -U''(x)-\alpha U'(x)=0}
che le cui soluzioni avranno tutte la forma: {\displaystyle \ U(x)=\gamma \exp(-\alpha x)}, {\displaystyle \gamma \in \mathbb {R} }; imponendo che la funzione sia crescente si ha:
{\displaystyle u'(x)=-\alpha \gamma \exp(-\alpha x)>0\ \iff \ \gamma <0}
ricordando che {\displaystyle \alpha >0}. Poiché a una funzione di utilità Bernoulliana {\displaystyle U(\cdot )} in un contesto di utilità attesa (in cui ci si cala nel momento in cui si considera l'atteggiamento nei confronti del rischio) è unica a meno di una trasformazione affine positiva, vale il risultato sopra enunciato.

## Un risultato notevole
Un risultato di frequente uso, soprattutto nell'ambito della teoria della finanza e dei mercati finanziari, è relativo all'utilità attesa di un consumatore dotato di preferenze descritte da una funzione di utilità CARA definita sulla sua ricchezza futura, a sua volta descritta da una variabile casuale normale {\displaystyle w\sim N(\mu ,\sigma ^{2})}. Il consumatore effettuerà le proprie scelte di allocazione risolvendo il problema di massimo:
{\displaystyle \max _{w}{\textrm {E}}[-\exp \left\{-\alpha w\right\}]}
L'espressione {\displaystyle {\textrm {E}}[\exp \left\{-\alpha w\right\}]} altro non è che la funzione generatrice dei momenti della variabile casuale {\displaystyle w}; poiché {\displaystyle w} ha distribuzione normale, utilizzando l'espressione per la funzione generatrice dei momenti di una variabile casuale Gaussiana il problema del consumatore si riduce a:
{\displaystyle \max _{w}-\exp \left\{-\alpha \mu +{\frac {\alpha ^{2}}{2}}\sigma ^{2}\right\}}
che a sua volta equivale a:
{\displaystyle \max _{w}\mu -{\frac {\alpha }{2}}\sigma ^{2}}
Si è così dimostrato che il consumatore ha preferenze di tipo media-varianza, ossia che preferisce panieri di consumo (aleatori) caratterizzati da un valore atteso più elevato, e da una varianza minore. A causa di questo risultato, preferenze descritte da funzioni di utilità CARA sono spesso utilizzate nella teoria delle scelte di portafoglio, come giustificazione per la costruzione di una frontiera dei portafogli basata su un criterio di preferenze media-varianza.

## Scelta di portafoglio e modelli CARA-Gaussiani
La funzione di utilità CARA è spesso utilizzata nell'ambito dell'economia finanziaria, per le sue interessanti proprietà di regolarità. Come visto nella sezione precedente, si tratta di una funzione di utilità di tipo media-varianza. È inoltre possibile dimostrare che la domanda di attività finanziarie rischiose di un consumatore dotato di utilità CARA è una funzione lineare del loro rendimento atteso, se i rendimenti rischiosi hanno distribuzione Gaussiana. 
Questo risultato può essere brevemente illustrato in un modello semplificato. Si consideri un consumatore con utilità CARA, che può investire in un titolo dal rendimento privo di rischio {\displaystyle R_{f}} e/o in un titolo dal rendimento rischioso {\displaystyle {\tilde {R}}\sim N(\mu ,\sigma ^{2})}. L'orizzonte temporale del consumatore è di un singolo periodo; in altre parole, il consumatore investe in {\displaystyle t=0} la sua ricchezza {\displaystyle W_{0}}, e in {\displaystyle t=1} consuma il valore della sua ricchezza futura, dato da:
{\displaystyle \ {\tilde {W}}_{1}=W_{0}(R_{f}+\omega (R-R_{f}))}
dove {\displaystyle \omega \in (0,1)} (se si fa la dimostrazione come sotto,{\displaystyle \omega \in (0,1)} è falsa) denota la frazione di {\displaystyle W_{0}} che il consumatore investe nel titolo dal rendimento rischioso. Si osservi che {\displaystyle {\tilde {W}}_{1}} è una variabile casuale normale, con valore atteso {\displaystyle {\mbox{E}}[{\tilde {W}}_{1}]=W_{0}(R_{f}+\omega (\mu -R_{f}))} e varianza {\displaystyle \omega ^{2}\sigma ^{2}W_{0}^{2}}. Il consumatore sceglie la frazione {\displaystyle \omega } della sua ricchezza iniziale da investire nel titolo rischioso al fine di massimizzare la propria utilità attesa derivante dal consumo di un valore pari a {\displaystyle {\tilde {W}}_{1}}; in base al risultato notevole derivato nella sezione precedente, ciò equivale a risolvere il problema:
{\displaystyle \ \max _{\omega }{\mbox{E}}[{\tilde {W}}_{1}]-{\frac {\alpha }{2}}{\mbox{var}}({\tilde {W}}_{1})}
ossia:
{\displaystyle \ \max _{\omega }W_{0}(R_{f}+\omega (\mu -R_{f}))-{\frac {\alpha }{2}}\omega ^{2}\sigma ^{2}W_{0}^{2}}
La condizione del primo ordine per un massimo (necessaria e sufficiente, dal momento che la funzione di utilità è strettamente concava) è:
{\displaystyle \ \mu -R_{f}-\alpha \omega \sigma ^{2}W_{0}=0}
Da cui segue immediatamente:
{\displaystyle \ \omega ={\frac {\mu -R_{f}}{\alpha \sigma ^{2}W_{0}}}}
Come è ragionevole aspettarsi, il consumatore-investitore investe una frazione maggiore del proprio patrimonio nel titolo rischioso al crescere del rendimento atteso {\displaystyle \mu } (ossia del premio per il rischio {\displaystyle \mu -R_{f}}), mentre {\displaystyle \omega } decresce all'aumentare del coefficiente di avversione assoluta al rischio {\displaystyle \alpha }, nonché all'aumentare della rischiosità del titolo, rappresentata dalla varianza del suo rendimento {\displaystyle \sigma ^{2}}. 
Si osservi infine che {\displaystyle \omega } non dipende in alcun modo dalla ricchezza iniziale del consumatore-investitore.(ci vuole una referenza!)Ciò rappresenta un limite del modello CARA-Gaussiano: le scelte d'investimento di un investitore dotato di elevata ricchezza iniziale sono identiche a quelle di un investitore dotato di modesta ricchezza iniziale (in termini tecnici, non si osserva alcun effetto-ricchezza). Se ne conclude che, nonostante i suoi vantaggi dal punto di vista analitico, il modello CARA-Gaussiano non è adatto allo studio di situazioni in cui ci si aspetta che la ricchezza iniziale degli agenti economici abbia un ruolo rilevante nelle loro scelte. 
Questo non significa che il modello sia inutile, ma semplicemente che il suo grado di approssimazione della realtà è soddisfacente solo in determinate condizioni, in particolare laddove non si ritiene interessante analizzare effetti legati alla ricchezza iniziale. Un esempio di applicazioni di questo tipo è dato dalla letteratura sul ruolo dell'informazione nei mercati finanziari, legata all'ambito più generale dell'economia dell'informazione; i modelli proposti in questo ramo della letteratura (a partire dagli storici contributi di Grossman (1976) e Grossman e Stiglitz (1980)) sono quasi esclusivamente formulati in un contesto CARA-Gaussiano.